# Agrostis capillaris
Agrostis capillaris é uma espécie de planta com flor pertencente à família Poaceae. 
A autoridade científica da espécie é L., tendo sido publicada em Species Plantarum 1: 62. 1753.
Em Portugal assume os seguintes nomes comuns: agrostide-ténue, castanho, panasco e panasco-de-topo.

## Portugal
Trata-se de uma espécie presente no território português, nomeadamente em Portugal Continental e no Arquipélago dos Açores.
Em termos de naturalidade, é nativa de Portugal Continental e introduzida no Arquipélago dos Açores.

## Protecção
Encontra-se/Não se encontra protegida por legislação portuguesa ou da Comunidade Europeia, nomeadadamente pelo Anexo  da Directiva Habitats e pelo Anexo  da Convenção sobre a Vida Selvagem e os Habitats Naturais na Europa e pelo .